# ゼロ成長
ゼロ成長（ゼロせいちょう）とは経済学用語の一つ。これは当年度においての生産・消費・人口などの数値が、前年度と比較してみれば変わっていない、あるいは減少・縮小傾向にあるようなもののことをいう。これはローマクラブの報告書である成長の限界の主旨を比喩的に述べた言葉である。日本では1973年の第一次石油ショック後、下村治によってゼロ成長論が唱えられた。これは高度経済成長を支えた国内均衡と国際均衡の安定的な実現という条件が、原油価格の高騰と供給制約により失われたからであるとのこと。